# Джаспер Блеколл
Джаспер Блеколл (англ. Jasper Blackall, 20 липня 1920 — 2018) — британський яхтсмен.
Бронзовий призер Олімпійських Ігор 1956 року в класі Шарпі.